# Sant Hilari de Vidrà
Sant Hilari de Vidrà és una església amb elements romànics i barrocs de Vidrà (Osona) inclosa a l'Inventari del Patrimoni Arquitectònic de Catalunya.

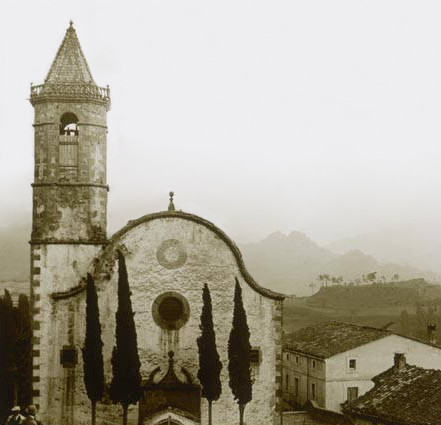
l'església de Sant Hilari en una imatge d'entre 1912 i 1924

## Descripció
Església d'una sola nau, amb capelles laterals obertes entre els contraforts. A la façana sud s'observen les restes de la primitiva església romànica. La façana principal, al cantó W, s'obre cap el cementiri, i és rematada al capdamunt per un fris de línies curvilínies. A la façana nord, s'aixeca el campanar, que començat als 2/3 d'alçada, és de secció quadrada, mentre que, el terç restant, és octogonal, amb obertures que donen cabuda a les campanes. És remata per una balustrada i una teulada en forma de piràmides.

## Història
L'església va ésser bastida al 1780, sobre la primitiva església romànica, al cantó sud encara hi ha restes d'aquesta època. A l'interior es conservava un important retaule, destruït l'any 1936.